# Euklidis Tsakalotos
Euklidis Tsakalotos (grekiska: Ευκλείδης Τσακαλώτος), född 1960 i Rotterdam, Nederländerna, är en grekisk nationalekonom och politiker. Han har varit parlamentsledamot för Syriza sedan maj 2012, och Greklands finansminister sedan 6 juli 2015.

## Utbildning och akademisk karriär
Tsakalotos studerade vid St Paul's School i London och studerade därefter statsvetenskap, filosofi och nationalekonomi vid Oxforduniversitetet. Han tog en masterexamen vid University of Sussex, och doktorerade 1989 i Oxford.
1989-1990 var han forskare vid University of Kent. Han undervisade vid University of Kent 1990-1993 och vid Atens handelshögskola 1994-2010. Från 2010 har han varit professor i nationalekonomi vid Atens universitet.

## Politisk karriär
När han studerade i Oxford gick Tsakalotos med i Greklands kommunistiska partis studentorganisation. I början av 1990-talet gick han med i Synaspismós, som så småningom blev det största partiet i vänsterkoalitionen Syriza. Han är medlem av Syrizas centralkommitté och har beskrivits som "hjärnan bakom Syrizas ekonomiska politik".
I det grekiska parlamentsvalet i maj 2012 valdes han som ledamot av det Hellenska parlamentet för Syriza i valkretsen Aten B. Han omvaldes vid valen i juni 2012 och i januari 2015.
Efter valet 2015, då en Syriza-dominerad regering tillträdde under Alexis Tsipras, blev Tsakalotos biträdande minister för internationell ekonomi. I denna position var han underställd utrikesminister Nikos Kotzias. I slutet av april 2015 fick Tsakalotos ansvaret för den grekiska förhandlingarna om ett fortsatt räddningspaket från Eurogruppen med anledning av Greklands skuldkris. Tsakalotos fick ta över uppgiften efter att finansminister Gianis Varoufakis orsakat konflikter med de övriga euroländernas finansministrar.
6 juli 2015, dagen efter Greklands folkomröstning om räddningspaketet, avgick Gianis Varoufakis från posten som finansminister, och Tsakalotos utsågs till hans efterträdare.